# Part of Me
"Part of Me" é uma canção da artista musical estadunidense Katy Perry contida no relançamento de seu segundo álbum de estúdio, Teenage Dream: The Complete Confection (2012). Foi composta pela cantora ao lado de Bonnie McKee, Dr. Luke e Max Martin, e produzida pelos dois últimos juntamente com o Cirkut. No final de 2010, a versão de demonstração completa da obra vazou na internet, com os críticos especulando que as letras seriam dirigidas ao ex-namorado da intérprete, Travis McCoy. A faixa foi retrabalhada e distribuída como o primeiro single da reedição do disco em 13 de fevereiro de 2012 pela gravadora Capitol Records.
Musicalmente, "Part of Me" incorpora influências de vários gêneros, incluindo dance-pop e pop rock. A faixa infunde elementos de house music, enquanto suas letras aludem à uma sensação de fortalecimento depois de um rompimento dramático. A canção recebeu revisões geralmente positivas da mídia especializada, cujo especularam ter sido composta inspirada no divórcio de Perry. A cantora negou tais alegações, afirmando que tinha escrito-a no início de 2010. A composição liderou em sua semana de estréia as tabelas no Canadá, Escócia, Nova Zelândia, Reino Unido e Estados Unidos, vendendo no último 411 mil cópias, e tornando-se o vigésimo single a obter este feito na história da Billboard Hot 100.
Seu vídeo acompanhante, dirigido por Ben Mor, foi gravado no acampamento da base do Corpo de Fuzileiros Navais dos Estados Unidos, em Oceanside, Califórnia. A gravação mostra Perry alistando-se na Marinha após uma desilusão amorosa. O trabalho recebeu revisões positivas da mídia especializada, elogiando sua mensagem de "poder feminino". Mas foi criticado pela autora feminista Naomi Wolf, que alega ser uma propaganda militar. A artista apresentou "Part of Me" nas edições de 2012 das premiações Grammy Awards e Kids' Choice Awards.

## Antecedentes
O número foi composto como parte das sessões de Teenage Dream envolvendo Perry, Dr. Luke, Bonnie Mckee, e Max Martin, juntamente com a faixa-título, "Last Friday Night (T.G.I.F.)" e "California Gurls". Em entrevista ao blogueiro Akex Kazemi, McKee disse sobre a canção: "A outra que eu escrevi, 'Part of Me', ouvi dizer que vai ser uma versão bônus ou algo assim. Esta música é bonita. Katy canta com muita emoção e quando ouvi o refrão pela primeira vez me deu arrepios. É uma canção muito real, crua." Em 30 de dezembro de 2010, a versão demo completa da faixa vazou online. Conforme relatado pela MTV, a obra foi descartada da lista de composições do disco, mas mais tarde foram tomadas medidas para ser incluída na reedição do material, junto a duas obras inéditas.
Em 2012, "Part of Me" foi confirmada como single oficial do relançamento. Em 11 de fevereiro do mesmo ano, um dia antes da apresentação da canção nos Grammy Awards, a versão final e completa vazou na internet com a inclusão de novas frases e alteração da estrutura musical da faixa, e consequentemente a Capitol Records anunciou que a música seria lançada oficialmente no dia 13 de fevereiro. A cantora disse que todo o dinheiro arrecadado com a venda da composição será doado para a MusiCares, uma instituição de caridade para as artes.

## Composição
"Part of Me" é uma canção do gênero musical dance-pop com elementos de pop rock e house music composta por Katy Perry, Bonnie McKee, Nicholas Strunk, Henry Walter, Dr. Luke, Max Martin, com produção pelos dois últimos. Nas letras, a cantora se declara inquebrável depois de um rompimento, cantando em linhas como "Em dias como este eu quero fugir / Arrumar minhas malas e assistir sua sombra desaparecer / Porque você me ingeriu e me cuspiu / Como se eu fosse veneno na sua boca / Você levou a minha luz, você me esvaziou / Mas isso era antes e isto é agora, agora olhe para mim". Dinh também comparou "Part of Me" a um single anterior de Perry, "California Gurls" (2010), indicando "a batida constante da melodia amplifica" quando o refrão começa: "Esta é a parte de mim / Que você nunca tirará de mim / Jogue seus paus e suas pedras / Jogue suas bombas e seus golpes / Mas você não vai quebrar minha alma". Chris Ryan, também da MTV, especulou que as letras são dirigidas ao ex-namorado da intérprete Travis McCoy, enquanto Amanda Dobbis, da New York Magazine, considerou-a como "outro hino de fim de namoro". No entanto, a intérprete retrabalhou a música e o verso "Você pode ficar com o anel de diamante" visa seu ex-marido Russell Brand.

## Crítica profissional
| Críticas profissionais | Críticas profissionais |
| Avaliações da crítica  | Avaliações da crítica  |
| Fonte                  | Avaliação              |
| ---------------------- | ---------------------- |
| About.com              | 4 de 5 estrelas.       |
| Digital Spy            | 4 de 5 estrelas.       |
| Rolling Stone          | 3 de 5 estrelas.       |

Bill Lamb, do About.com, citou "Part of Me" como "outro clássico de Perry". Lamb elogiou a produção da música e disse que "o brilhante toque pop de Dr. Luke e Max Martin mantém o ouvinte focado na mensagem otimista de sobrevivência em vez da de atolação no sofrimento do passado." Jody Rosen, da Rolling Stone, publicou que a faixa é "simplesmente previsível". Rosen também declarou que a artista é melhor em "coisas fofas", pois segundo o crítico "ela não tem seriedade e nem pulmão para conduzir a canção." Robert Copsey, da Digital Spy, disse que o resultado da obra é um tipo de "vingança muito mais doce".
Andrew Hampp, da Billboard, comentou que "Part of Me" é "uma pista de dança de uma festa rave" nivelada as faixas do lançamento original de Teenage Dream. Ele também comparou a sonoridade da canção a de "Domino" de Jessie J, ambas produzidas por Dr. Luke. Amy Sciarretto, do PopCrush, elogiou a faixa em si, porém foi mista em relação aos versos "ferozes" visados ao ex-marido da cantora, Russel Brand, notando que ela "deu uma pausa nas espumantes, doces e contentes letras, das quais é conhecida, para agora disparar algumas mais sérias em direção ao seu futuro ex-marido."

## Vídeo musical

### Antecedentes
O vídeo musical de "Part of Me" começou a ser gravado em 16 de fevereiro de 2012, com locação no acampamento da base do Corpo de Fuzileiros Navais dos Estados Unidos, em Oceanside, Califórnia. Com direção de Ben Mor, o roteiro estreou em 21 de março de 2012 durante o programa MTV First: Katy Perry. A artista explicou que queria que as cenas mostrassem o poder feminino.

### Sinopse
O vídeo inicia-se com Perry sentada em seu carro olhando para seu colar, antes de flagrar seu namorado traindo-a. Ela discute com ele em seu escritório e eles se separam. Conforme a faixa começa, a artista dirige até um posto de gasolina e compra uma lata de chá dentro da loja. Após o pagamento ela nota um adesivo no mural que está escrito: "Todas as mulheres foram criadas iguais, algumas se tornam fuzileiros navais". Mais emocional, a cantora junta seus pertences e entra em um banheiro próximo para mudar a sua identidade. Ela corta o cabelo e veste um capuz e jeans. A intérprete alista-se no Corpo de Fuzileiros Navais dos Estados Unidos e após uma breve cena de treinamento de recrutas, ele reporta da Escola de Infantaria curso de instrução básica de combate rigoroso da base. No segundo refrão adiante, Perry relembra suas experiências com seu ex-namorado, mas permanece rancorosa em relação a ele, queimando uma carta de desculpas. Durante o resto do vídeo a cantora é mostrada no treinamento assim como dançando sob uma grande bandeira dos Estados Unidos.

## Apresentação ao vivo
Na 54ª edição dos Grammy Awards, em 12 de fevereiro de 2012, Perry compareceu ao evento, onde fez uma performance ao vivo da faixa. A apresentação começou com "E.T." até as luzes do local serem apagadas e a ocasião parar. Logo, a intérprete, vestindo uma bodysuit dourada com aparência de armadura e uma peruca azul curta, desceu do teto da cerimônia em um cubo transparente, quando o objeto estilhaçou-se e fogos ao redor do palco foram acesos; assim, a artista iniciou a cantar "Part of Me", com dançarinos igualmente presentes no ocorrer do concerto.
A música foi interpretada, em 31 de março, na premiação infantil Kids' Choice Awards de 2012. Usando uma armadura de cavaleiro brilhante e portando uma espada, a cantora sobrevoou a platéia da cerimônia até o palco principal, cujo cenário era inspirado em um banquete real. Momentos depois ela valsou com seus bailarinos enquanto estava sendo reproduzido o remix da canção feito por Stuart Price. Durante a ponte, Perry segurou um escudo em forma de diamante, cuja silhueta de um coração partido iluminou-se. No fim da divulgação foi entrego-lhe um troféu por Melhor Dublagem em um Filme Animado, por seu trabalho como Smurfette em The Smurfs (2011).

## Faixas e formatos
"Part of Me" foi lançada nas lojas virtuais contendo apenas a música como faixa com uma duração máxima de três minutos e trinta e cinco segundos. O remix produzido por Stuart Price também foi comercializado digitalmente. Também foi editado um extended play (EP) digital com quatro faixas.
| Download digital |              |         |  |
| N.º              | Título       | Duração |  |
| 1.               | "Part of Me" | 3:35    |  |

| Download digital de remix |                                                      |         |  |
| N.º                       | Título                                               | Duração |  |
| 1.                        | "Part of Me" (Jacques Lu Cont's Thin White Duke Mix) | 6:02    |  |

| Extended play (EP) digital de remixes do Reino Unido |                                                          |         |  |
| N.º                                                  | Título                                                   | Duração |  |
| 1.                                                   | "Part of Me"                                             | 3:35    |  |
| 2.                                                   | "Part of Me" (Jacques Cont's Thin White Duke Mix)        | 6:02    |  |
| 3.                                                   | "Part of Me" (Jacques Cont's Thin White Duke Radio Edit) | 3:47    |  |
| 4.                                                   | "Part of Me" (Instrumental)                              | 3:35    |  |

## Desempenho nas tabelas musicais
"Part of Me" debutou no primeiro posto da tabela musical neozelandesa divulgada pela Recording Industry Association of New Zealand em 20 de fevereiro de 2012. Na sua primeira semana nos Estados Unidos, em 3 de março seguinte, vendeu 411 mil cópias e atingiu o topo da lista princiapal do país, a Billboard Hot 100, tornando-se o sétimo single da carreira de Perry e o vigésimo na história da publicação a marcar um pico em sua estreia. Em outras classificações da revista Billboard, ficou igualmente no número um da Hot Digital Songs e na 3ª posição da Pop Songs. Listou-se também nos 19° e 29° empregos das compilações das regiões belgas Flandres e Valônia, respectivamente. Na parada australiana ARIA Charts, a canção estreou na sua vigésima segunda colocação, mas passada uma semana, atingiu a quinta do gráfico.
| Tabela musical (2012)                                         | Melhor posição |
| ------------------------------------------------------------- | -------------- |
| Austrália - ARIA Charts                                       | 5              |
| Áustria - Media Control AG                                    | 18             |
| Bélgica - Ultratip (Flandres)                                 | 18             |
| Bélgica - Ultratip (Valônia)                                  | 28             |
| Brasil - Hot 100 Airplay                                      | 25             |
| Canadá - Canadian Hot 100                                     | 1              |
| Escócia - The Official Charts Company                         | 1              |
| Eslováquia - IFPI Slovenská Republika                         | 11             |
| Espanha - Productores de Música de España                     | 48             |
| Estados Unidos - Billboard Hot 100                            | 1              |
| Estados Unidos - Hot Digital Songs                            | 1              |
| Estados Unidos - Pop Songs                                    | 3              |
| França - Syndicat National de l'Édition Phonographique        | 12             |
| Hungria - Magyar Hanglemezkiadók Szövetsége                   | 13             |
| Irlanda - Irish Recorded Music Association                    | 5              |
| Japão - Japan Hot 100                                         | 22             |
| Nova Zelândia - Recording Industry Association of New Zealand | 1              |
| Países Baixos - MegaCharts (Single Top 100)                   | 28             |
| Reino Unido - UK Singles Chart                                | 1              |
| Chéquia - IFPI Česká Republika                                | 17             |
| Suíça - Schweizer Hitparade                                   | 33             |

| Tabela musical (2012)                 | Posição |
| ------------------------------------- | ------- |
| Canadá - Canadian Hot 100             | 18      |
| Estados Unidos - Billboard Hot 100    | 31      |
| Estados Unidos - Hot Dance Club Songs | 36      |
| Estados Unidos - Hot Digital Songs    | 28      |
| Estados Unidos - Pop Songs            | 24      |
| Estados Unidos - Adult Pop Songs      | 25      |

| País                  | Certificação |
| --------------------- | ------------ |
| Austrália - ARIA      | 3× Platina   |
| Estados Unidos - RIAA | 3× Platina   |
| Itália - FIMI         | Ouro         |
| Nova Zelândia - RIANZ | Platina      |
| Reino Unido - BPI     | Prata        |

## Histórico de lançamento
"Part of Me" foi lançada em formato digital e radial mundialmente em 13 de fevereiro de 2012. No mesmo mês foi adicionada as listas das rádios estadunidenses.
| País           | Data                    | Formato          | Gravadora |
| -------------- | ----------------------- | ---------------- | --------- |
| Mundo          | 13 de fevereiro de 2012 | Download digital | Capitol   |
| Mundo          | 13 de fevereiro de 2012 | Estréia na rádio | Capitol   |
| Estados Unidos | 21 de fevereiro de 2012 | Rádio mainstream | Capitol   |